# Unterpertholz
Unterpertholz (früher nur Pertholz) ist eine Ortschaft und eine Katastralgemeinde der Stadtgemeinde Raabs an der Thaya im Bezirk Waidhofen an der Thaya im niederösterreichischen Waldviertel mit 56 Einwohnern (Stand 1. Jänner 2024). Bis Ende 1970 war Unterpertholz eine eigenständige Gemeinde.

## Geografie
Das Dorf befindet sich links der Mährischen Thaya und wird von der Landesstraße L8079 durchquert. Knapp oberhalb des Ortes mündet der Maribach in die Thaya und im Norden grenzt die Katastralgemeinde an Tschechien. Am 1. April 2020 umfasste die Ortschaft 40 Adressen. Innerhalb der Katastralgemeinde liegt, ganz nahe an der Staatsgrenze, die Ruine der Albrechtskirche. Die östlich des Ortes liegende Rotte Niklasberg mit der Pfarrkirche Niklasberg gehört aber bereits zu Ziernreith, ebenso die Baumühle.

## Geschichte
Der 1242 erstmals urkundlich erwähnte Ort entstand vermutlich zeitgleich mit der Kirche in Niklasberg, die bereits 1188 genannt wurde. Das Dorf wurde planmäßig errichtet, mehrmals erweitert und bestand ursprünglich aus 18 Höfen und einem Gutshof im Südwesten; die Anlage erfolgte in Nord-Süd-Richtung. Die beiden Dörfer Blatt und Glocknitz westlich von Unterpertholz wurden im Spätmittelalter aufgegeben. An Blatt erinnert heute nurmehr die Flur Blatt.
Im Jahr 1822 wurde der Ort als Dorf mit 34 Häusern genannt, das nach St. Nikolaiberg eingepfarrt war, wohin auch die Kinder eingeschult wurden. Die Herrschaft Drosendorf besaß die Ortsobrigkeit, übte die Landgerichtsbarkeit aus und besorgte die Konskription. Die Untertanen und Grundholde des Ortes gehörten den Herrschaften Drosendorf und Geras. Laut Adressbuch von Österreich waren im Jahr 1938 in der Ortsgemeinde Unterpertholz zwei Gastwirte, zwei Gemischtwarenhändler, ein Schmied, ein Wagner und einige Landwirte ansässig. Nach 1850 bildeten die Dörfer Unterpertholz, Ziernreith, Neuriegers und Niklasberg die Gemeinde Unterpertholz, die im Rahmen der Niederösterreichischen Kommunalstrukturverbesserung per 1. Jänner 1971 der Stadtgemeinde Raabs an der Thaya beitrat.

## Siedlungsentwicklung
Zum Jahreswechsel 1979/1980 befanden sich in der Katastralgemeinde Unterpertholz insgesamt 54 Bauflächen mit 30.364 m² und 43 Gärten auf 19.755 m², 1989/1990 gab es 54 Bauflächen. 1999/2000 war die Zahl der Bauflächen auf 82 angewachsen und 2009/2010 bestanden 70 Gebäude auf 129 Bauflächen.

## Bodennutzung
Die Katastralgemeinde ist landwirtschaftlich geprägt. 421 Hektar wurden zum Jahreswechsel 1979/1980 landwirtschaftlich genutzt und 176 Hektar waren forstwirtschaftlich geführte Waldflächen. 1999/2000 wurde auf 423 Hektar Landwirtschaft betrieben und 175 Hektar waren als forstwirtschaftlich genutzte Flächen ausgewiesen. Ende 2018 waren 404 Hektar als landwirtschaftliche Flächen genutzt und Forstwirtschaft wurde auf 178 Hektar betrieben. Die durchschnittliche Bodenklimazahl von Unterpertholz beträgt 35,8 (Stand 2010).